# Ataques israelenses no Iêmen (maio de 2025–presente)
Desde 5 de maio de 2025 Israel realiza diversos ataques aéreos contra o movimento Houthis no Iêmen em represália a um ataque com mísseis balísticos dos houthis no Aeroporto Internacional Ben Gurion no dia anterior. Entre os alvos esteve o Aeroporto Internacional de Sana, que foi bombardeado e destruído junto com várias aeronaves pela Força Aérea Israelense em 6 de maio. A marinha israelense se juntou à campanha no final de junho.

## Contexto
Na sequência do fim do cessar-fogo de março de 2025 da Guerra de Gaza com os ataques surpresa israelenses à Faixa de Gaza, os Houthis retomaram seus ataques a Israel com mísseis balísticos. Após a interceptação de 26 mísseis e vários drones, no dia 4 de maio de 2025 um míssil balístico atingiu o território israelense próximo ao Aeroporto Ben Gurion, causando o cancelamento de muitos voos. Como resultado, aeronaves da Força Aérea Israelense atacaram o Porto de Hodeida no dia seguinte com dezenas de munições.

## Campanha

### 5 de maio
Durante a chamada "Operação Cidade Portuária”, em 5 de maio, mais de 30 aeronaves da Força Aérea Israelense atacaram nove alvos houthis utilizando aproximadamente 50 munições. Entre os alvos do ataque estava a fábrica de cimento al-Imran, a leste de Hodeida. Relatos do Iêmen indicaram que havia mortos e feridos na fábrica de cimento. A mídia ligada aos houthis relatou que quatro pessoas foram mortas e outras 42 ficaram feridas. De acordo com uma fonte de segurança israelense: "Destruímos o porto de Hodeida e as fábricas de concreto que eram usadas para a fabricação de armas." Embora os houthis tenham condenado a operação como um ataque conjunto de "agressão estadunidense-israelense ", os Estados Unidos negaram envolvimento.

### 6 de maio
Em 6 de maio, as forças israelenses atacaram o Aeroporto Internacional de Sanaa, efetivamente incapacitando-o ao atingir a pista, a Base Aérea de al-Dailami, o saguão de embarque e três aviões civis. As Forças de Defesa de Israel alegaram que os houthis estavam usando o aeroporto para "transferir armas e agentes". Também atingiu usinas elétricas em Sanaa, alegando que serviam como "infraestrutura significativa de fornecimento de eletricidade" para os houthis. De acordo com a mídia ligada aos houthis, três pessoas morreram e outras 38 ficaram feridas. Três aeronaves da Yemenia também foram destruídas em solo. Segundo o diretor do aeroporto, Khaled al-Shaief, "cerca de US$ 500 milhões em perdas foram causadas pela agressão israelense" ao aeroporto.

### 11 de maio
Em 11 de maio, o Ministério do Interior houthi informou que Israel atacou os portos de Ras Isa, Hodeidah e Salif após ordenar a saída dos moradores. A mídia estatal houthi, no entanto, negou a ocorrência de ataques israelenses a portos iemenitas.

### 16 de maio
Durante a chamada "Operação Pôr do Sol Vermelho”, em 16 de maio, 15 caças israelenses bombardearam a infraestrutura nos portos de Hodeidah e Salif, controlados pelos houthis, lançando 30 munições, alegando que elas eram "usadas para a transferência de armas" e refletiam a "exploração cínica da infraestrutura civil pelo regime terrorista houthi para promover o terror". Israel também alertou que teria como alvo o líder houthi Abdul-Malik al-Houthi se os ataques houthis contra Israel persistissem. De acordo com as autoridades houthis, pelo menos uma pessoa morreu e outras nove ficaram feridas no ataque.

### 28 de maio
Em 28 de maio, forças israelenses bombardearam o Aeroporto Internacional de Sanaa e destruíram o último avião pertencente à companhia aérea nacional do país, a Yemenia, alegando que ele estava sendo usado pelos houthis. A Yemenia informou que o avião estava programado para transportar peregrinos muçulmanos ao Hajj, na Arábia Saudita, e anunciou a suspensão temporária dos voos de e para o aeroporto de Sanaa.

### 10 de junho
Por volta das 7h do dia 10 de junho, a marinha israelense lançou sua primeira operação contra os houthis, visando o porto de Hodeidah por meio de dois navios de guerra, um deles um Sa'ar 6. De acordo com a Reuters, um oficial militar israelense descreveu a operação como "um ataque único de longo alcance, conduzido a centenas de quilômetros de distância", que exigiu um planejamento significativo. O canal al-Masirah, afiliado aos houthis, relatou dois ataques separados com mísseis atingindo dois píeres no porto da cidade, mas nenhuma vítima foi relatada. Israel posteriormente assumiu a responsabilidade pelas investidas, justificando-as sob a alegação de que os houthis estavam usando o porto para transferência de armas. As autoridades estimaram que o porto, que desempenha um papel fundamental na entrada de ajuda humanitária no país, ficaria inutilizável durante cerca de um mês.

### 14 de junho
Em 14 de junho, em meio à Guerra Irã-Israel, a Força Aérea Israelense lançou um ataque a uma reunião de altos oficiais houthis em um complexo residencial em Sanaa, na tentativa de assassinar o chefe do Estado-Maior Militar houthi, Muhammad Abd al-Karim al-Ghamari. Segundo a Al-Hadath, o presidente do Conselho Político Supremo, Mahdi al-Mashat, estava presente na reunião. Os houthis se recusaram a discutir o ocorrido, mas afirmaram que "não temos medo de sermos alvos" e que "cada líder é sucedido por mil líderes". Os resultados do ataque são atualmente desconhecidos.

### 6 de julho
Os militares israelenses realizaram ataques contra alvos houthis no Iêmen por volta da meia-noite de 6 de julho, atacando os portos de Hodeidah, Ras Isa, As-Salif, bem como a usina de Ras Qantib. Também relataram ter atingido o navio Galaxy Leader, que foi tomado pelos Houthis em novembro de 2023, logo após o início da guerra. As Forças de Defesa de Israel alegaram que as forças houthis instalaram sistemas de radar na embarcação para rastrear outras embarcações na arena marítima internacional. O Ministro da Defesa israelense, Israel Katz, disse que os ataques faziam parte da recém-nomeada "Operação Bandeira Negra".

## Reações
Tanto o Primeiro-Ministro de Israel, Benjamin Netanyahu, quanto o Ministro da Defesa israelense, Israel Katz, alertaram que o grupo sofrerá mais bombardeamentos e "pesados golpes", respectivamente, caso não interrompa os seus ataques. Katz afirmou que Teerã, capital do Irã, financiador do grupo, também será alvo. Os Houthis rejeitaram essas alegações, considerando-as "mais uma evidência da falência" de Israel.
Antes das declarações de Katz e de Netanyahu no dia anterior, os Houthis anunciaram que continuarão a atacar navios do país, apesar do desejo de Omã por liberdade de navegação no Mar Vermelho, do cessar-fogo para a campanha dos Estados Unidos no Iêmen, a menos que Israel comece a enviar ajuda humanitária para a Faixa de Gaza.